# Steven C. Miller
Pour les articles homonymes, voir Miller.
Steven C. Miller est  un réalisateur, producteur, scénariste et monteur américain, né le 8 mars 1981 à Decatur (État de Géorgie).

## Biographie
Steven C. Miller s'est spécialisé dans la réalisation de quelques films d'horreur gores tel que Automaton Transfusion, le téléfilm fantastique The Banshee ou bien le slasher Silent Night, le remake de Douce nuit, sanglante nuit. Plusieurs acteurs connus pour jouer dans des séries B tournent dans ses longs-métrages tel que Lance Henriksen, Ray Wise ou bien Malcolm McDowell.
Il se tourne également vers le film d'action avec, dans les rôles principaux, des stars comme Bruce Willis, Nicolas Cage, John Cusack ou Sylvester Stallone.
Aucun de ses films n'est sorti en salles en France, sortant directement en DVD ou en VOD.

## Filmographie
- 2006 : Automaton Transfusion
- 2011 : The Banshee (Scream of the Banshee)
- 2012 : Silent Night
- 2012 : Under the Bed
- 2012 : The Aggression Scale
- 2015 : Submerged
- 2015 : Extraction
- 2016 : Marauders
- 2017 : Arsenal
- 2017 : First Kill
- 2018 : Évasion 2 : Le Labyrinthe d'Hadès (Escape Plan 2: Hades)
- 2019 : 64 minutes chrono (Line of Duty)
- 2022 : Margaux
- 2024 : Werewolves